# Não Uso Sapato
"Não uso Sapato" é o segundo single do álbum Acústico MTV - Charlie Brown Jr., lançado em 2003.

## Desempenho nas Paradas de Sucesso
| Ano  | Single           | Charts      | Charts         | Charts       | Charts    | Charts        | Charts | Charts | Álbum                            |
| Ano  | Single           | BRA Hot 100 | BRA Hit Parade | BRA Year End | Bill. BRA | Bill. Pop BRA | HSPN   | POR    | Álbum                            |
| ---- | ---------------- | ----------- | -------------- | ------------ | --------- | ------------- | ------ | ------ | -------------------------------- |
| 2003 | "Não Uso Sapato" | 15          | 10             | 96           | —         | —             | —      | —      | Acústico MTV - Charlie Brown Jr. |